# ニコバルクマネズミ
ニコバルクマネズミ（学名:Rattus burrus、英語: Nonsense rat, Nicobar Archipelago rat, Miller's Nicobar rat）は、クマネズミの一種で、インドのニコバル諸島の固有種である。大ニコバル島・小ニコバル島およびトリンケット島に生息する。カール・ニコバル島では、本種ではなくシュロクマネズミ（R. palmarum）およびインドシナモリクマネズミ（R. andamanensis） が見られる。
ゲリット・スミス・ミラーにより1902年に初めて記載され、当初はハツカネズミ属に分類された。今日ではクマネズミ属に位置づけられている。ミラーが原著で一般名を与えておらず、英名のナンセンス・ラット（nonsense rat）の由来は未詳であるが、IUCNなど近年の文献でもこれを採録している。

## 形態
形態学的にはシムル島のメンタウェークマネズミ（R. simalurensis）やムンタワイ諸島のムンタワイクマネズミ（R. lugens）、エンガノ島のエンガノツヤクマネズミ（R. adustus）に類似する。カール・ニコバル島のシュロクマネズミとも形態的に似通っているが、体が小さく体毛が柔らかいという違いがある。本種が島嶼ごとに特化したシュロクマネズミの変種である可能性もあり、慎重な研究が必要である。

## 分布
ニコバル諸島の固有種であり、生息域は大ニコバル島、小ニコバル島、トリンケット島に限られる。熱帯常緑樹林・半常緑樹林に生息している。

## 保護
IUCNにより絶滅危惧種に指定されている。島内における個体数や分布についてはほとんど知られていないが、ココヤシのプランテーションに伴う森林喪失と人間の居住域拡大によって生息域の喪失を被っていると考えられる。2004年12月のスマトラ島沖地震津波は、個体数に少なからぬ悪影響を及ぼしたと考えられている。